# Kneža
Knéža je naselje v Baški grapi v Občini Tolmin, ki leži ob izlivu istoimenske rečice Kneže v Bačo. Sestavljena je iz delov: Lašče, Na melinih, Na rajdi, Skrca, Slatne in Za njivo ter zaselka Ilovica, v bližini sta tudi vasici Loje in Kneške Ravne.